# Persicarieae
Persicarieae je tribus biljaka iz porodice dvornikovki. Sastoji se od dva podtribusa međju kojima su najznačajniji rodovi Koenigia i Persicaria

## Podtribusi
1. Koenigiinae Dammer in Engler & Prantl
2. Persicariinae (Dumort.) Galasso, Soldano & Banfi